# Eumops maurus
Eumops maurus — вид кажанів родини молосових, поширений на півночі Південної Америки.

## Етимологія
грец. εὖ — «хороший, справжній», mops — малайське слово, яке означає «кажан». грец. Μαύρος — «темний», натякаючи на колір хутра.

## Середовище проживання
Країни мешкання: Гаяна, Суринам, Венесуела, Еквадор. Живе в низовинних тропічних лісах. 

## Морфологія
Морфометрія. Довжина голови й тіла: 60—72, хвіст: 40—45, задні ступні: 11—12, вуха: 21—22, передпліччя: 51—54, вага: 22.
Опис. Вид середніх розмірів. Писок загострений, вертикальна верхня губа без складок і зморшок. Вуха довгі, пласкі, спрямовані вперед, утворюючи структуру, як капелюх на очі. Забарвлення рівномірне. Спина дуже темного шоколадно-коричневого кольору. Черевна область аналогічного спині кольору, без особливої контрастності. Зубна формула: I 1/2, C 1/1, P 2/2, M 3/3, в цілому 30 зубів. 

## Стиль життя
Харчується великими комахами, на яких полюють на великих висотах.